# Gompie (Nijmegen)
Gompie was een café aan de Hertogstraat 123 in Nijmegen tussen 1980 en 2000. In 1995 kreeg het café landelijke bekendheid door de nummer 1-hit Alice, Who the Fuck Is Alice? waarbij de naam van het café als artiestennaam gebruikt werd door Peter Koelewijn.

## Alice, who the fuck is Alice?
In café Gompie werd regelmatig de hit Living Next Door to Alice van Smokie gedraaid. Op het moment dat de naam Alice had geklonken, was het gebruikelijk dat de diskjockey Onno Pelser het volume wegdraaide, waarop het hele café schreeuwde Alice, who the fuck is Alice? Toen Rob Peters, directeur van de kleine platenmaatschappij RPC, op een avond toevallig in café Gompie aanwezig was en getuige was van dit schouwspel, realiseerde hij zich dat hiermee een hit te behalen was. Hij benaderde zijn vriend Peter Koelewijn en een dag later was de plaat opgenomen. Als artiestennaam werd Gompie gekozen.
De single werd Alarmschijf, een grote hit in de Benelux en in enkele andere landen.  In het Verenigd Koninkrijk en de Verenigde Staten werd een gekuiste versie uitgebracht onder de naam Alice, who the bleep is Alice?, die in beide landen niet succesvol was. Smokie nam echter zelf een versie van Who the fuck is Alice? op, in samenwerking met komiek Chubby Brown, die meer succes had dan de gekuiste versie.
Later dat jaar werden ook de singles Tarzan & Heidi en Life? You never saw my wife nog uitgebracht maar beide boekten geen succes. Ook het album Who the X Is Gompie! werd uitgebracht.